# 索尼NEX-5
索尼 NEX-5是索尼公司于2010年5月11日发布的一款数码相机。這是一款無反光鏡可換鏡頭相機，具有普通傻瓜相機機體，但其感光元件尺寸（APS-C）與一些數位單眼相機相容。它在市場上的主要競爭對手是由Panasonic與奧林巴斯共同開發的微4/3標準，以及稍低階一些的佳能、尼康，甚至索尼α系列數位單眼相機。

## 型号释义
NEX-3/5系列的完整型号应当包括以下字母后缀。
- C：不包含Eye-Fi功能（仅有NEX-3C和NEX-5C）
- A：E卡口2,8/16mm（SEL-16F28）镜头套装
- D：E卡口2,8/16mm（SEL-16F28）與 E 3,5-5,6/18-55mm OSS（SEL-1855）镜头套装
- H：E卡口3,5-6,3/18-200mm OSS（SEL-18200）镜头套装
- K：E卡口3,5-5,6/18-55mm OSS（SEL-1855）镜头套装
- B：机身颜色为黑色
- N：机身颜色为金色（NEX-5D/N，日本專售）
- P：机身颜色为粉色（NEX-3D/P，亞洲專售）
- R：机身颜色为红色
- S：机身颜色为银色
- T：机身颜色为棕色（NEX-3D/T，亞洲專售）
- 50i: 50 訊框交錯模式
- 60i: 60 訊框交錯模式

例如：NEX-5CK/B 50i是指一台搭配有E卡口18-55mm可变焦镜头，不支持Eye-Fi功能，机身颜色为黑色，支持50i（而非60i）视频的NEX-5。